# Свещен съюз
Свещеният съюз (на руски: Священный союз; на френски: La Sainte-Alliance; на немски: Heilige Allianz) е консервативен геополитически съюз между Руската империя, Австрийската империя и Прусия, учреден с цел поддържане на установения по силата на решенията на Виенския конгрес – международен ред. 

## История
На 26 септември 1815 г. в Париж е сключен „Свещен съюз“ между Русия, Австрия и Прусия. Наричан също и „Акт за взаимна помощ на християнските монарси“, той представлява своеобразен опит за защита от водачите – руския цар и император Александър I, австрийския император Франц II и пруския крал Фридрих Вилхелм III на старите консервативни порядки срещу „наследството“ на Стария континент от Великата френска революция и Наполеоновите войни.

## Цели
Формално съюзът си поставя за цел да пази християнските ценности за справедливост, любов и мир, което е видно и от символичния акт на изпращане в изгнание на остров Света Елена (императрица-майка на Константин Велики и откривателка на Животворния кръст) на размирния френски император Наполеон Бонапарт. Основна движеща сила (intuitu personae) за така скрепения междудържавен и династичен съюз е консервативният австрийски канцлер Клеменс Метерних. От името на съюза, Австрия има за задача да потиска революционните сили в Италия, а във Франция на реставрираната Бурбонска династия е възложено да се намесва в случай на необходимост във вътрешните работи на Испания с оглед стремежа на революционните сили в страната да препятстват властта на монархията в презморските територии на Латинска Америка (виж и Испанска революция).

## Присъдружни страни
С изключение на Великобритания, всички европейски държави под една или друга форма участват в съюза или са съпричастни към целите му. Папството в лицето на Папската държава формално отхвърля тезите на Виенския конгрес като прекалено либерални, но като цяло поддържа възстановения посредством съюза международен ред. Високата порта също се присъединява към съюза, въпреки че официално поради религията Османската империя не е канена да се включи в него.

## Концепция – status quo
Последвалите края на Наполеоновите войни договори съживяват концепцията за обединение на Стария континент и декларират прекратяването на конфликтите, но същевременно прекрояват картата на Европа и връщат, доколкото е възможно, старите режими посредством реставрация. От дипломатическа гледна точка, Свещеният съюз е първият модерен международен съюз. Установеното на Виенския конгрес статукво, поддържано посредством Свещения съюз, успява да бъде подкопано едва от революциите през 1848/49 г. Кримската война бележи формалния му разпад, но след възцаряването на Александър II, последвано от обединението на Италия и Германия през 60-те и 70-те години на 19 век, духът на наложения от Свещения съюз ред в Европа е възстановен посредством Съюза на тримата императори.
Поддържаният посредством Свещения съюз международен ред в Европа, а и в света, в основни линии издържа близо век – до Първата световна война, т.е. това е най-дълго продължилият период на просперитет и мир без глобални военни конфликти в ново време. Според бащата на немската геополитическа школа Карл Хаусхофер, такъв тип европейски континентален съюз с далекоизточните сили следва да е в основата на една успешна евроазийска геополитическа конструкта, гарант за международната сигурност, мир и ред в света.

## Последващи международни форуми
За работата на Свещения съюз били свикани конгресите:
1. Аахенски конгрес (Екс-ла Шапел) през 1818 г.;
2. Лайбахски конгрес (в Любляна), завършил с подписването на Протокола от Тропау, според който трите страни могат да се намесват във вътрешните работи на други държави, в случай че борбата с революцията изисква това – през 1820 г. (австрийски войски са изпратени срещу Кралството на двете Сицилии и Пиемонт);
3. Веронски конгрес, на който е поставен (като формулировка) за първи път на международен форум въпросът за разрешаването на Източния въпрос – през 1822 г. (вземат се мерки за възстановяване властта на Бурбоните в Испания).

## Развитие на политиката на съюза във времето
За времето на съществуване на съюза се разграничават три основни периода, като първият е от създаването му до края на 1822 г., а вторият – от началото на 1823 г. до 30-те години на 19 век, след което съюзът е възкресен под нова по-мека форма през 40-те години на 19 век.
След Веронския конгрес настъпва отслабване на влиянието на решенията на конгреса в международните отношения, тъй като на власт в Англия идва правителство с премиер-министър Джордж Канинг. То променя курса на британската външна политика към противодействие на решенията на Свещения съюз според концепцията за английска островна и морска политика на блестяща изолация.
През 1820-те има нови опити за възстановяване на международния форум, изразили се в сключването на споразумение между Русия, Австрия и Прусия по отношение на гръцката война за независимост. След привличането и на Великобритания през 1830 г. е подписан Лондонският протокол, с който се създава независимо кралство Гърция, а през 1832 г. за гръцки крал е посочен баварският принц Ото.
Избухналите революции през 1848/49 г. разклащат устоите на европейския и международен ред, а Кримската война бележи и формалния край и разпад на съюза, след като многонационалната Австрийска империя постепенно започва да подкрепя британската политика в Европа.
Парижкият мирен договор от 1856 г. променя статуквото, но последвалата го Френско-пруска война с обединение на Германия отново възстановяват предходното статукво посредством Съюза на тримата императори, което възстановено предходно статукво е официализирано от/на Берлинския конгрес.